# Detroit, Toledo and Ironton Railroad
Le Detroit, Toledo and Ironton Railroad (sigle AAR: DTI) était un chemin de fer américain de classe I qui exista de 1905 à 1983 et qui permettait de relier Détroit, et Ironton, via Toledo.

## Les origines
Le Detroit, Toledo and Ironton Railway fut créé en 1905 à la suite de la fusion du Detroit and Lima Northern Railway et de l'Ohio Southern Railway en 1905. La ligne reliait Détroit à Ironton via Toledo. Il fit faillite dès 1908, mais demeura solvable jusqu'à son rachat par Henry Ford en 1920. Ford reconnut l'importance stratégique de cette voie ferrée pour ses automobiles, car elle quittait Dearborn (Michigan) pour se connecter avec toutes les grosses lignes est-ouest du Midwest. Cela donnait à Ford un contrôle direct sur l'approvisionnement en matériaux bruts de ses usines de Dearborn, ainsi que sur la distribution de ses produits manufacturés. La ligne prospéra et connut de nombreuses améliorations sous la direction de Ford. Cependant sous la contrainte de l'Interstate Commerce Commission, Ford dut vendre la ligne en 1929 au Pennsylvania Railroad.

## Sous le contrôle du Pennsylvania Railroad
La ligne fonctionna comme une filiale indépendante du Pennsylvania Railroad de 1929 à 1970. En 1955, le DT&I remplaça ses locomotives à vapeur par des locomotives diesels. De toute façon les vapeurs ne furent pas exploitées longtemps, puisque la compagnie utilisait de grosses locomotives électriques. Les pylônes des caténaires survécurent des décennies après la dés-électrification, car leur démolition était trop coûteuse. Le DT&I dépendait exclusivement de locomotives diesels construites par GM-EMD. Elles reçurent une livrée orange brillante durant cette période, alors que le dessin et la position du logo changea avec le temps. 

## Les dernières années

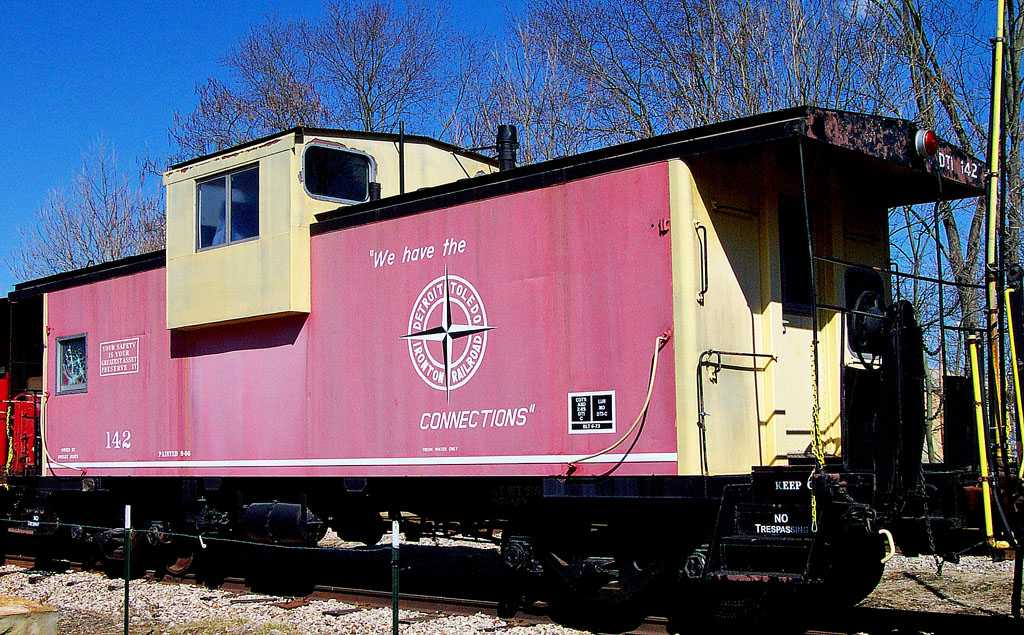
Wagon de queue du DT&I

En 1968, le Pennsylvania Railroad, fusionna avec son rival de longue date, le New York Central Railroad, pour former le Penn Central. Mais deux ans plus tard, il se déclara en banqueroute, et vendit le DT&I à des investisseurs privés. 
En 1980, le DT&I fut acquis par le Grand Trunk Western Railroad (GTW). Les locomotives du DT&I reçurent la livrée rouge et bleue du GTW, mais gardèrent le logo du DT&I. En décembre 1983, le DT&I fut totalement assimilé par le GTW, et la ligne descendant au sud vers Washington Court House, Ohio fut abandonnée. En 1997, la plupart des lignes restantes du DT&I furent vendues à RailTex, qui les intégra à sa division Indiana & Ohio Railway. En 2000, Railtex fut racheté par RailAmerica.

## Le Detroit, Toledo and Ironton et les villes
Les principales villes et grosses agglomérations reliées par le DT&I étaient les suivantes : 
Dans le Michigan : Détroit, Dearborn, Allen Park, et Flat Rock.
Dans l'Ohio : Toledo, Lima, Springfield, Washington Court House, Waverly, et Ironton. Il desservait aussi Cincinnati, Ohio grâce à une ligne du Pennsylvania Railroad.